# لارنس مک‌کئون
لارنس مک‌کئون (Laurence McKeown) (متولد ۱۹۵۶ میلادی)، یک نویسنده، نمایش‌نامه‌نویس و فیلم‌نامه‌نویس اهل ایرلند است که داوطلب پیشین ارتش موقت جمهوری‌خواه ایرلند بوده و در اعتصاب غذای ۱۹۸۱ در ایرلند شرکت کرد.

## پس‌زمینه و فعالیت در IRA
مک‌کئون در ۱۹۵۶ میلادی در منطقه راندالستاون، شهرستان اتریم، ایرلند شمالی متولد شد. او در نوجوانی اشتیاق داشت تا مهندس شود و در سن ۱۶ سالگی در دفاتر سروی‌کننده کمی مشغول کار شد. هنگامی که او ۱۷ سال سن داشت به ارتش جمهوری-خواه ایرلند ملحق شد و پس از آن در اوت ۱۹۷۶ به اتهام دست داشتن در انفجارها و تلاش برای کشتن یک عضو نیروهای انتظامی سلطنتی اولستر، دستگیر گردید. در محکمه وی که در آوریل ۱۹۷۷ برگزار شد، مک‌کئون مجرم شناخته شده و محکوم به حبس ابد در زندان ماز گردید.

## حبس و اعتصاب غذا
مک‌کئون هنگامی که در زندان بود در اعتصاب‌های جل‌پوشی و کثیف که تلاشی برای بازگرداندن وضعیت کتگوری ویژه برای زندانیان شبه‌نظامی محکوم شده بود، شرکت کرد. اعتراض‌ها در اواخر ۱۹۸۰ میلادی بالا گرفت و هفت زندانی در اعتصاب غذای پنجاه و سه روزه شرکت نمودند، هدف از این اعتصاب غذا برگرداندن وضعیت سیاسی با برآورده شدن آنچه به‌نام «پنج تقاضا» یاد می‌گردد، بود:
1. حق نه پوشیدن لباس مخصوص زندانیان؛
2. حق انجام ندادن کارهای اجباری زندان؛
3. حق معاشرت آزادانه با سایر زندانیان و حق برگزاری فعالیت‌های تعلیمی و تفریحی؛
4. حق داشتن یک بازدید کننده، یک نامه و یک بسته در هر هفته؛
5. بازگردانی کامل مدت بخشیده شده حبس که به دلیل اعتراض لغو شده‌است.[۴]

این اعتصاب غذا پیش از این‌که هیچ زندانی بمیرد و بدون بازگشت وضعیت سیاسی پایان یافت و اعتصاب غذای دوم به رهبری بابی ساندز که فرمانده پیشین ارتش جمهوری‌خواه ایرلند بود در ۱ مارس ۱۹۸۱ در زندان آغاز شد. مک‌کئون در ۲۹ ژوئن و پس از این‌که ساندز و سه زندانی دیگر بر اثر گرسنگی مرده بودند، به این اعتصاب پیوست. بعد از این‌که شش نفر زندانی دیگر نیز بر اثر اعتصاب غذا درگذشتند، خانواده مک‌کئون اجازه دخالت طبی را دادند تا زندگی وی در ۶ سپتامبر در هفتادمین روز اعتصاب غذای وی، نجات داده شود. او خاطرات خود از رویدادها در زندان را طی مصاحبه‌ای بیان کرد:
شما بسیار خواب آلود و بسیار بسیار خسته هستید و گاهی سر تان تکان می‌خورد تا به خواب بروید، اما چیزی به شما می‌گوید که بیدار باشید. این چیزی بود که تمامی افرادی دخیل در اعتصاب غذا را زنده نگه می‌داشت یا تلاش می‌نمودند تا مدتی بیشتری را دوام بی‌آورند. من می‌دانستم که مرگ نزدیک است اما از آن هراس نداشتم – و این شبیه چیزهای مثل شجاعت یا افتخار نبود. من فکر می‌کردم که مرگ، آزادی است. شما دیگر هیچ‌گاهی نمی‌توانید دوباره آن‌گونه فکر کنید. دوران اعتصاب مثل خستگی نیست. این یک دوره فرسودگی تمام و کمال ذهنی و فیزیکی است. کاملاً شبیه قرار داشتن در لبه مرگ است.

## آزادی از زندان
مک‌کئون قبل از این‌که از زندان آزاد شود در ۱۹۹۲ میلادی مدرک لیسانس خود را در رشته علوم اجتماعی از دانشگاه آزاد به‌دست‌آورد و متعاقب آن دکترای تخصصی خود را در جامعه‌شناسی از دانشگاه کوئینز بلفاست کسب کرد. او به‌طور مشترک فستیوال فیلم بلفاست را در میانه دهه ۱۹۹۰ میلادی بنیان نهاد و دو کتاب در مورد زندانیان جمهوری‌خواه ایرلندی در زندان ماز نوشت؛ مدت حبس خود را متواضعانه نگذراندم: مشقت‌های بلاک اچ ۱۹۷۶–۱۹۸۱ (نوشته شده به‌طور مشترک با بریان کمپ‌بیل و فیلیم او هاگان) در ۱۹۹۴ میلادی منتشر شد و کتاب بی‌موقع: زندانیان جمهوری‌خواه ایرلندی، لانگ کیش، ۱۹۷۲–۲۰۰۰ در ۲۰۰۱ میلادی منتشر شد.
مک‌کئون و بریان کمپ‌بیل مشترکاً فیلم H3 را در مورد اعتصاب غذای ۱۹۸۱ نوشتند که توسط لیس بلیر کارگردانی شده و در ۲۸ سپتامبر ۲۰۰۱ به پرده‌های سینما رفت. قبل از مرگ کمپ‌بیل در ۲۰۰۵ میلادی، او و مک‌کئون باهم دو نمایش دیگر را نیز نوشتند، نمایش خنده کودکان مان که در ۲۰۰۱ میلادی به بازار آمده و نمایش یک خانه سرد که در ۲۰۰۳ میلادی عرضه شد. نخستین نمایش‌نامه انفرادی مک‌کئون به‌نام نسخه رسمی در ۱۸ سپتامبر ۲۰۰۶ منتشر شد. در ۲۰۰۶ میلادی، او در مستند دو-قسمتی تحت عنوان اعتصاب غذا، ظاهر شد که در بیست و پنجمین سالگرد یادبود از اعتصاب غذای ۱۹۸۱ در RTE به نمایش گذاشته شد. مک‌کئون همچنین به عنوان افسر توسعه‌ای برای کویتی نا نلراچیمی (Coiste na nIarchimí) که یک سازمان پوششی برای گروه زندانیان پیشین جمهوری‌خواه است، کار می‌کند.
در ۱۹۹۶ میلادی او از حوزه انتخابیه انتریم برای گردهمایی ایرلند شمالی خود را نامزد کرد، اما نتوانست موفق شود.

## کتابشناسی
- Nor Meekly Serve My Time: The H-Block Struggle 1976–1981 (1994, with Brian Campbell and Felim O'Hagan) ISBN 978-0-9514229-5-3.
- Out Of Time: Irish Republican Prisoners, Long Kesh, 1972–2000 (2001) ISBN 978-1-900960-10-6.